# Butyrea
Butyrea — рід грибів родини Steccherinaceae. Назва вперше опублікована 2016 року.

## Класифікація
До роду Butyrea відносять 2 види:
- Butyrea japonica
- Butyrea luteoalba